# Teatret Under System
Teatret Under System blev stiftet i juli 2006 af Sonja Kehler, Eva Ulvan Handberg og Vagn Groth.
Sonja Kehler er en fortolker af Bertolt Brecht og har i mange år undervist danske skuespillere på de danske teaterskoler, bl.a. Odense Teater.
Vagn Groth har tidlige været ansat ved Odin Teatret og blev her introduceret til forskningen i teaterteori og metode.